# 12・バー・オリジナル
「12・バー・オリジナル」（12-Bar Original）は、ビートルズのインストゥルメンタルである。1965年にレコーディングが行われたが、1996年に発売された『ザ・ビートルズ・アンソロジー2』に編集された音源が収録されるまで未発表のままとなっていた。なお、編集前の演奏時間は6分36秒だった。本作はジョン・レノン、ポール・マッカートニー、ジョージ・ハリスン、リンゴ・スター（本名でクレジット）の4人のメンバー全員が共同でクレジットされた楽曲で、レノノ・ミュージック、MPLコミュニケイションズ、ハリソングス、スタートリング・ミュージックから出版された数少ない楽曲の1つとなっている。

## 作曲・レコーディング
「12・バー・オリジナル」のレコーディングは、1965年11月4日に行われ、同日には「消えた恋」も録音された。曲はマッカートニーによるカウントインから始まり、Eメジャーのキーに設定された17もの12小節で構成されている。レコーディングにおいて、オーバー・ダビングは施されていない。元々の演奏時間は6分36秒であるが、『ザ・ビートルズ・アンソロジー2』収録にあたり、ジョージ・マーティンにより編集され、演奏時間が短くなっている。
なお、ビートルズによるインストゥルメンタルは、「クライ・フォー・ア・シャドウ」以来となった。

## クレジット
※出典
- ジョン・レノン - リードギター
- ポール・マッカートニー - ベース
- ジョージ・ハリスン - リードギター
- リンゴ・スター - ドラム
- ジョージ・マーティン - ハーモニウム